# استیمسون کراسینگ (واشینگتن)
استیمسون کراسینگ (به انگلیسی: Stimson Crossing) یک منطقهٔ مسکونی در ایالات متحده آمریکا است که در شهرستان اسنوهومیش، واشینگتن واقع شده‌است. استیمسون کراسینگ ۱۰٫۲ کیلومتر مربع مساحت و ۷۷۳ نفر جمعیت دارد و ۲۹ متر بالاتر از سطح دریا واقع شده‌است.